# Oto da Baviera
Otão (português europeu) ou Oto (português brasileiro) (Munique, 27 de abril de 1848 – Munique, 11 de outubro de 1916) foi o Rei da Baviera de 1886 até ser deposto em 1913 por seu regente Luís, que o sucedeu no trono como rei Luís III. Oto era o filho mais novo do rei Maximiliano II e sua esposa Maria da Prússia, tendo sofrido de problemas mentais durante quase toda sua vida.

## Biografia

### Infância e juventude

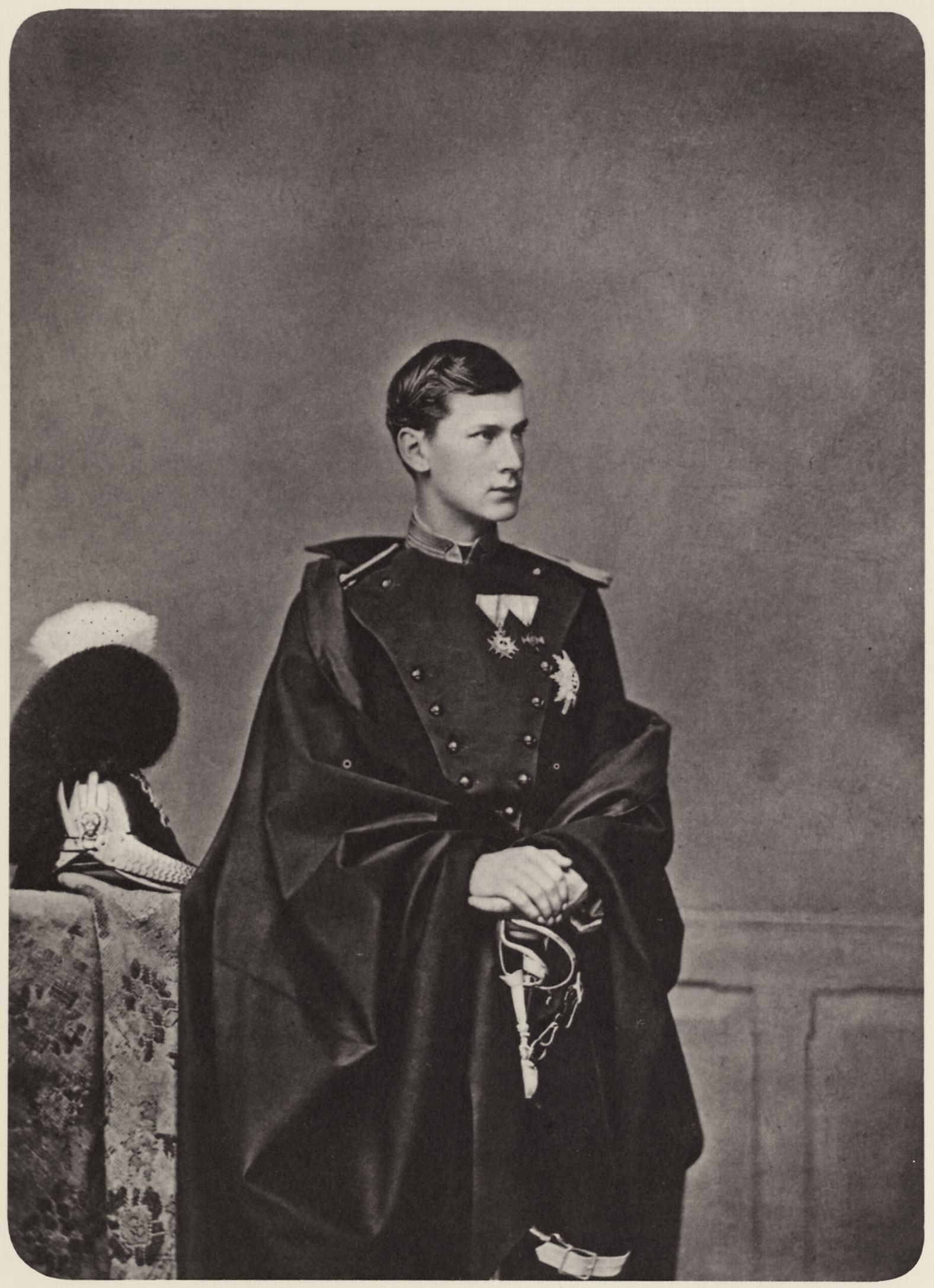
Oto I, em 1875.

Oto nasceu de parto prematuro - no 7º mês de gestação - na Münchner Residenz. Era o filho mais novo do rei Maximiliano II e de Maria da Prússia. Teve como padrinho de batismo seu tio paterno, o rei Oto da Grécia. Seu irmão mais velho tornou-se rei da Baviera, como Luís II.
Foi nomeado sub-tenente em 27 de abril de 1863, ingressando no corpo de cadetes do Exército Bávaro em 1 de março de 1864, onde iniciou o treinamento militar. Em 26 de maio de 1864, foi nomeado primeiro-tenente. Após a morte de seu pai, 10 de março de 1864, seu irmão mais velho subiu ao trono e Oto foi reconhecido formalmente como herdeiro presuntivo. Entre 18 de junho e 15 de julho de 1864, os irmãos foram recebidos tanto pelo Imperador da Áustria quanto pela Czarina da Rússia. Cerca de um ano depois, foram detectados os primeiros sintomas de um transtorno mental.
Ao atingir a maioridade, em 27 de abril de 1866, foi promovido a capitão e assumiu seu posto no Königlich Bayerisches Infanterie-Leib-Regiment - unidade militar de elite responsável pela segurança do rei. Neste papel, participou ativamente da Guerra Austro-Prussiana (1866) e da Guerra Franco-Prussiana (1870/71) - nesta última, como coronel do  5. Chevauleger-Regiments ("5º Regimento de Cavalaria"). Quando o rei Guilherme I da Prússia foi proclamado imperador da Alemanha unificada, em 18 de janeiro de 1871, no Palácio de Versalhes, Oto representou seu irmão, que recusou-se a participar do evento. Ele mais tarde criticou a celebração como "ostentosa" e "desalentada" em uma carta a Luís II. Em 1868, Oto foi incluído na Real Ordem Equestre de São Jorge e na Ordem da Casa de Wittelsbach. 
Logo após o término da Guerra Franco-Prussiana, o estado mental de Oto começou a deteriorar-se rapidamente. Desde 1871, o príncipe vinha evitando, cada vez com mais frequência, contato com estranhos. Ele, então, foi colocado sob observação de uma junta médica, que enviava relatórios periódicos ao chanceler Otto von Bismarck. Em janeiro de 1872, Oto foi declarado oficialmente insano e, no ano seguinte, foi isolado no pavilhão sul do Palácio de Nymphenburg. A avaliação médica estava a cargo do renomado Dr. Bernhard von Gudden, que confirmou em um relatório posterior a doença de Oto.
Na celebração de Corpus Christi de 1875, na Frauenkirche de Munique, Oto (que não havia participado do culto) protagonizou um incidente espetacular ao entrar correndo pela igreja com roupas de caça, implorando de joelhos ao arcebispo Gregor von Scherr o perdão dos seus pecados. A missa solene foi interrompida e o príncipe levado sem resistência por dois ministros da igreja. Oto foi então levado para o Castelo de Schleissheim, com vigilância reforçada. Sua última aparição pública foi durante a uma parada militar pelo aniversário de Luís II, em 22 de agosto de 1875 no Marsfeld ("Campo de Marte"). A partir de 1 de junho de 1876, ele permaneceu sob cuidados médicos no Castelo Ludwigsthal, em Lindberg. Quando sua condição se agravou novamente, na primavera de 1880, Oto foi confinado no Castelo de Fürstenried - que foi especialmente adaptado para recebê-lo - onde passou o resto de sua vida. 

### Rei da Baviera

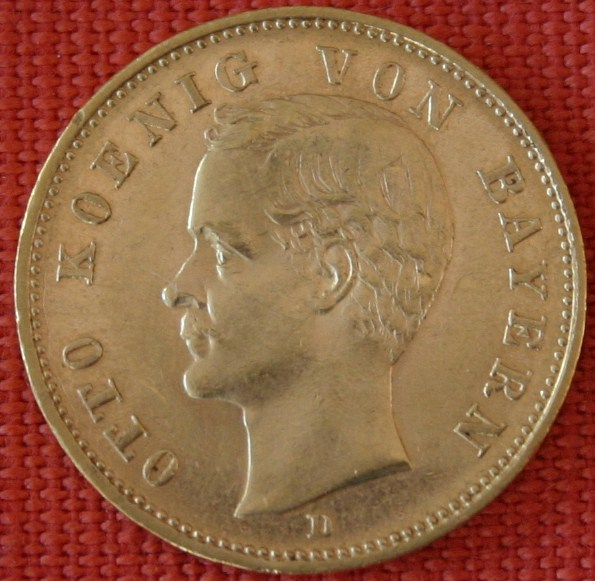
Moeda de 20 marcos de 1905 com a efígie de Oto I.

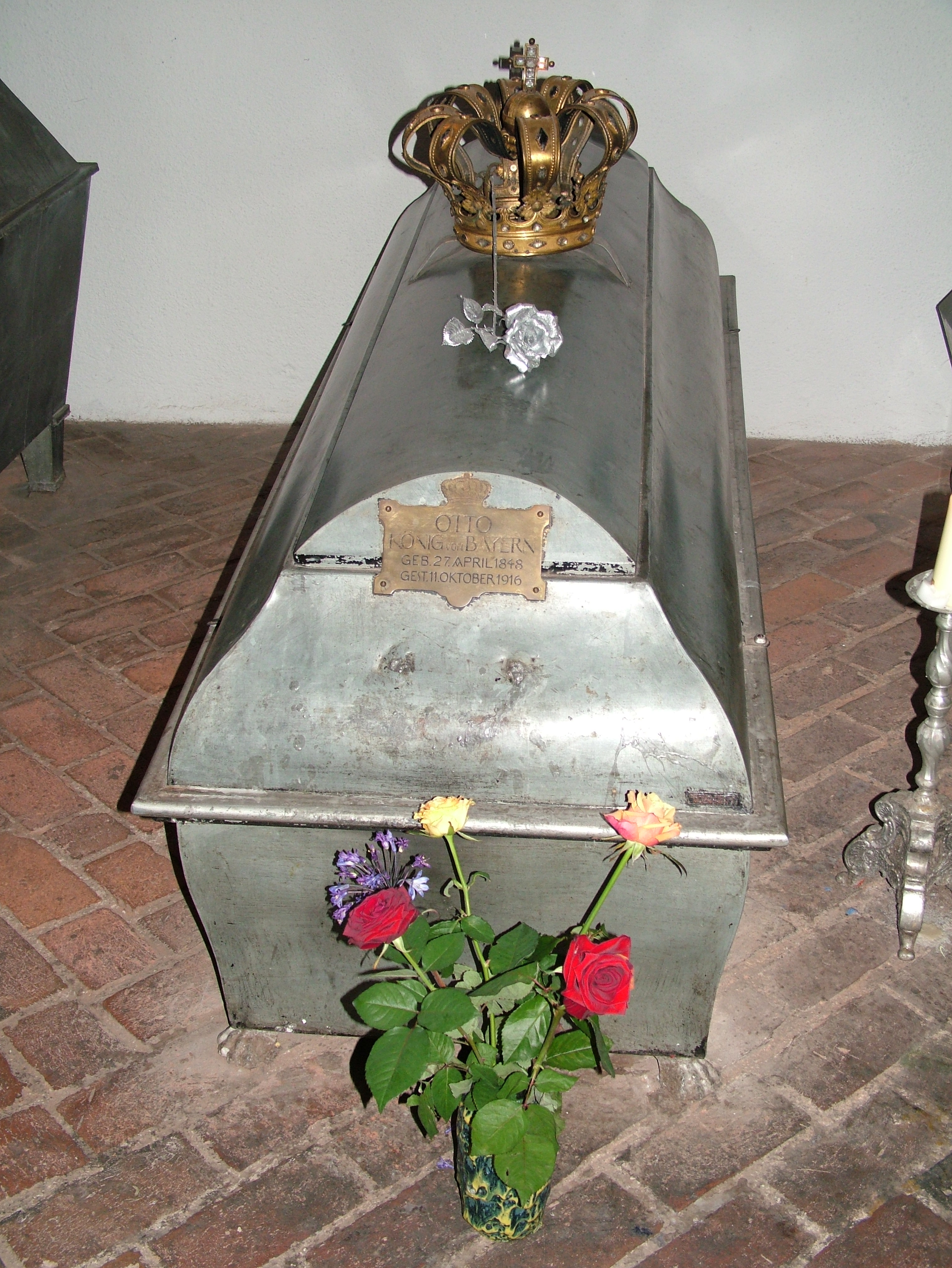
Sarcófago contendo os restos mortais de Oto na St. Michaels-Kirche, em Munique.

Quando o Luís II foi declarado incapaz para conduzir os negócios de Estado, em 10 de junho de 1886, seu tio, o príncipe Leopoldo, foi nomeado Príncipe Regente (seu título oficial nesta função era "Chefe interino do Reino da Baviera"). Apenas três dias após sua deposição, Luís II morre em circunstâncias misteriosas e seu irmão mais novo, a despeito de seu estado de saúde, é proclamado rei. Em seguida, Oto foi declarado incapaz para o governo (o motivo oficial para o afastamento foi: "O rei sofre de melancolia") e Leopoldo continuou exercendo a Regência. 
Com a morte do príncipe Leopoldo, em 12 de dezembro de 1912, o cargo de Príncipe Regente passou a ser exercido por seu filho mais velho, o príncipe Luís. Através de uma modificação da Constituição da Baviera, em 4 de novembro de 1913, estabeleceu-se que, em caso de doença prolongada, incapacitante ou incurável do rei, a Regência poderia ser abolida e um novo rei escolhido. Assim, em 5 de novembro de 1912, o príncipe regente foi proclamado rei, como Luís III da Baviera. Oto obteve permissão do parlamento para manter seu título e honras até sua morte.
Em 11 de outubro de 1916, Oto morreu repentinamente em virtude de um quadro de vôlvulo. Seu corpo foi sepultado em 14 de outubro na cripta da St. Michaels-Kirche, em Munique, próximo ao túmulo de seu irmão.

## Nota
- Este artigo foi inicialmente traduzido, total ou parcialmente, do artigo da Wikipédia em alemão cujo título é «Otto (Bayern)», especificamente desta versão.